# Задунай
Задунай — деревня в Череповецком районе Вологодской области.
Входит в состав Воскресенского сельского поселения (с 1 января 2006 года по 8 апреля 2009 года входила в Ивановское сельское поселение), с точки зрения административно-территориального деления — в Ивановский сельсовет.
Расстояние до районного центра Череповца по автодороге — 72 км, до центра муниципального образования Воскресенского по прямой — 29 км. Ближайшие населённые пункты — Васьково, Галинское, Денисово.
По данным переписи в 2002 году постоянного населения не было.